# Johanna van Saarbrücken
Johanna van Saarbrücken († oktober 1381), Duits: Johanna Gräfin von Saarbrücken, was een gravin uit het Huis Commercy en door huwelijk gravin van Nassau-Weilburg. Na het overlijden van haar echtgenoot werd ze regentes voor haar zoon. Van haar vader erfde ze het graafschap Saarbrücken, dat na haar overlijden in het bezit kwam van de Walramse Linie van het Huis Nassau.

## Biografie
Johanna was het enige kind van graaf Johan II van Saarbrücken en Gillette van Bar-Pierrefort, dochter van Peter van Bar, heer van Pierrefort en Johanna van Vienne.
Johanna huwde in 1353 met graaf Johan I van Nassau-Weilburg (1309 – Weilburg, 20 september 1371), de tweede zoon van graaf Gerlach I van Nassau en Agnes van Hessen.. Johan was sinds 1350 weduwnaar van Geertruida van Merenberg.
In 1344 droeg Gerlach I van Nassau het graafschap Nassau over aan Johan en zijn oudere broer Adolf I. In 1355 gingen Adolf en Johan over tot een verdeling van hun bezittingen, Johan verkreeg bij die verdeling het graafschap Nassau-Weilburg en werd de stamvader van het Huis Nassau-Weilburg. Johan overleed in Weilburg op 20 september 1371.
Na het overlijden van haar echtgenoot nam Johanna het regentschap voor haar zoon Filips I waar. Ze had haar residentie in Neuweilnau. Het graafschap Nassau-Weilburg bestond toen uit Weilburg, Neuweilnau, Bleidenstadt, Merenberg, Gleiberg, Löhnberg en een deel van Cleeberg. Ze is er in geslaagd om het graafschap vrij te houden van de woeste vetes in de landen erom heen.
Na het overlijden van haar vader, tussen september 1380 en 24 maart 1381, erfde Johanna het graafschap Saarbrücken. Het testament van ‘Jehan conte de Sarrebruche seigneur de Comarcey et boutiller de France’ is gedateerd 30 maart 1380 en noemt ‘ma … fille et héritière seule … Jehanne comtesse de Nassouue’. Johanna overleed al in oktober 1381. Frederik van Blankenheim, de bisschop van Straatsburg, nam de voogdij over haar kinderen over. Deze was een volle neef van Johanna via zijn moeder.

## Kinderen
Uit het huwelijk van Johanna en Johan werden de volgende kinderen geboren:
1. Johanna (1362 – Marburg, 1 januari 1383, begraven in de Elisabethkerk te Marburg), huwde te Kassel tussen 30 januari en 11 februari 1377 met landgraaf Herman II ‘de Geleerde’ van Hessen (ca. 1342 – 10 juni 1413, begraven in de Elisabethkerk te Marburg).
2. Johan († 6 oktober 1365, begraven in Weilburg).
3. Johannetta († 6 oktober 1365, begraven in Weilburg).
4. Agnes († 1401), huwde in 1382 met Simon III Wecker graaf van Zweibrücken-Bitsch († 1401).
5. Filips I (1368 – Wiesbaden, 2 juli 1429), volgde zijn vader op als graaf van Nassau-Weilburg en erfde in 1381 het graafschap Saarbrücken.
6. Schonetta († Hildesheim, 25 april 1436, begraven in de Dom van Hildesheim), huwde eerst op 30 januari 1384 met baanderheer Hendrik X van Homburg (vermoord Kloosterkerk Amelunxborn, 11(13) november 1409, begraven in de Kloosterkerk Amelunxborn) en daarna tussen 18 juli en 22 september 1414 met hertog Otto II van Brunswijk-Grubenhagen (ca. 1396 – tussen 6 januari en 16 april 1452).
7. Margaretha (1370? – 22 januari 1427), huwde (contract 25 maart 1393) met graaf Frederik III van Veldenz († vóór 29 oktober 1444).

## Voorouders
| Voorouders van Johanna van Saarbrücken | Voorouders van Johanna van Saarbrücken                                                   | Voorouders van Johanna van Saarbrücken                                                   | Voorouders van Johanna van Saarbrücken                                                   | Voorouders van Johanna van Saarbrücken                                                   | Voorouders van Johanna van Saarbrücken                                                   | Voorouders van Johanna van Saarbrücken                                                   | Voorouders van Johanna van Saarbrücken                                                   | Voorouders van Johanna van Saarbrücken                                                   |
| -------------------------------------- | ---------------------------------------------------------------------------------------- | ---------------------------------------------------------------------------------------- | ---------------------------------------------------------------------------------------- | ---------------------------------------------------------------------------------------- | ---------------------------------------------------------------------------------------- | ---------------------------------------------------------------------------------------- | ---------------------------------------------------------------------------------------- | ---------------------------------------------------------------------------------------- |
| Betovergrootouders                     | Simon III van Saarbrücken (?–1307/09) ⚭ Margaretha (?–vóór 1269)                         | Gobert VII van Aspremont (?–1278/80) ⚭ 1254 Agnes van Coucy (?–?)                        | Thomas II van Savoye (ca. 1202–1259) ⚭ 1251 Beatrix Fiesco (?–1283)                      | Filips II van Montfort (?–1270) ⚭ Johanna van Levis (?–1284)                             | Hendrik II van Bar (1190–1239) ⚭ 1219 Filippa van Dreux (ca. 1192–1242)                  | Jan van Toucy (?–?) ⚭ 1231 Emma van Laval (1197/98–1264)                                 | Filips van Vienne (ca. 1240–1303) ⚭ 1259 Agnes van Bourgondië (?–na 1266)                | Simon van Longwy (?–1275) ⚭ ? (?–?)                                                      |
| Overgrootouders                        | Johan I van Saarbrücken (?–1341) ⚭ vóór 1309 Mathilde van Aspremont (?–1329)             | Johan I van Saarbrücken (?–1341) ⚭ vóór 1309 Mathilde van Aspremont (?–1329)             | Lodewijk I van Savoye-Vaud (ca. 1254–1302/03) ⚭ 1278 Johanna van Montfort (1255/60–1300) | Lodewijk I van Savoye-Vaud (ca. 1254–1302/03) ⚭ 1278 Johanna van Montfort (1255/60–1300) | Thibaut II van Bar (ca. 1221–1291) ⚭ Johanna van Toucy (1232/40–1317)                    | Thibaut II van Bar (ca. 1221–1291) ⚭ Johanna van Toucy (1232/40–1317)                    | Hugo van Vienne (?–na 1316) ⚭ ca. 1288 Gillette van Longwy (?–vóór 1304)                 | Hugo van Vienne (?–na 1316) ⚭ ca. 1288 Gillette van Longwy (?–vóór 1304)                 |
| Grootouders                            | Simon van Saarbrücken (?–1325) ⚭ 1309 Margaretha van Savoye-Vaud (?–1313 of 1323)        | Simon van Saarbrücken (?–1325) ⚭ 1309 Margaretha van Savoye-Vaud (?–1313 of 1323)        | Simon van Saarbrücken (?–1325) ⚭ 1309 Margaretha van Savoye-Vaud (?–1313 of 1323)        | Simon van Saarbrücken (?–1325) ⚭ 1309 Margaretha van Savoye-Vaud (?–1313 of 1323)        | Peter van Bar-Pierrefort (?–1348/49) ⚭ vóór 1315 Johanna van Vienne (?–vóór 1326)        | Peter van Bar-Pierrefort (?–1348/49) ⚭ vóór 1315 Johanna van Vienne (?–vóór 1326)        | Peter van Bar-Pierrefort (?–1348/49) ⚭ vóór 1315 Johanna van Vienne (?–vóór 1326)        | Peter van Bar-Pierrefort (?–1348/49) ⚭ vóór 1315 Johanna van Vienne (?–vóór 1326)        |
| Ouders                                 | Johan II van Saarbrücken (?–1380/81) ⚭ vóór 1334 Gillette van Bar-Pierrefort (?–1356/62) | Johan II van Saarbrücken (?–1380/81) ⚭ vóór 1334 Gillette van Bar-Pierrefort (?–1356/62) | Johan II van Saarbrücken (?–1380/81) ⚭ vóór 1334 Gillette van Bar-Pierrefort (?–1356/62) | Johan II van Saarbrücken (?–1380/81) ⚭ vóór 1334 Gillette van Bar-Pierrefort (?–1356/62) | Johan II van Saarbrücken (?–1380/81) ⚭ vóór 1334 Gillette van Bar-Pierrefort (?–1356/62) | Johan II van Saarbrücken (?–1380/81) ⚭ vóór 1334 Gillette van Bar-Pierrefort (?–1356/62) | Johan II van Saarbrücken (?–1380/81) ⚭ vóór 1334 Gillette van Bar-Pierrefort (?–1356/62) | Johan II van Saarbrücken (?–1380/81) ⚭ vóór 1334 Gillette van Bar-Pierrefort (?–1356/62) |